# Anja Blacha
Anja Karen Blacha (ur. 18 czerwca 1990 w Bielefeld) – niemiecka himalaistka, polarniczka i podróżniczka.
Jest w gronie osób z największymi osiągnięciami wspinaczkowymi: w 2017 roku została najmłodszą Niemką, która wspięła się na Mount Everest i najmłodszą Niemką, która zdobyła Koronę Ziemi, a w 2019 roku została pierwszą Niemką, która wspięła się na K2.
W 2020 roku ustanowiła rekord świata jako pierwsza kobieta, która samotnie i bez wsparcia przejechała na nartach z wybrzeża Antarktydy na biegun południowy. Tym samym stała się najmłodszą osobą, która kiedykolwiek dotarła na biegun południowy solo i bez wsparcia z punktu startowego na wybrzeżu.
Wszystkie jej wyprawy, które w większości samodzielnie finansuje, kończyły się sukcesem (stan na luty 2024 r.).

## Ekspedycje
Anja Blacha rozpoczęła karierę wspinaczkową w 2015 roku, wspinając się na Aconcagua. W ciągu kolejnych trzech lat zdobyła wszystkie szczyty Korony Ziemi. W wieku 26 lat została najmłodszą Niemką, która zdobyła Mount Everest, na który wspięła się trasą północną z Tybetu. Jeszcze w tym samym roku, w wieku 27 lat, została najmłodszą Niemką, która zdobyła wszystkie siedem szczytów. 

### Wyprawy wysokogórskie

#### Korona Ziemi
| Lp. | Rok  | Szczyt        | Wysokość | Kontynent            |
| --- | ---- | ------------- | -------- | -------------------- |
| 1.  | 2015 | Aconcagua     | 6962 m   | Ameryka Południowa   |
| 2.  | 2015 | Kilimandżaro  | 5895 m   | Afryka               |
| 3.  | 2016 | Denali        | 6194 m   | Ameryka Północna     |
| 4.  | 2016 | Elbrus        | 5642 m   | Europa               |
| 5.  | 2016 | Jaya          | 4884 m   | Australia            |
| 6.  | 2017 | Mount Everest | 8848 m   | Azja                 |
| 7.  | 2017 | Masyw Vinsona | 4892 m   | Antarktyda Zachodnia |

#### Wyprawa na K2
Latem 2019 roku wyruszyła na podwójną wyprawę do Pakistanu, by wspiąć się na Broad Peak i K2 w tym samym sezonie. W ramach aklimatyzacji na K2, 4 lipca zdobyła Broad Peak, 12. najwyższą górę świata o wysokości 8047 m n.p.m. Następnie 25 lipca zdobyła K2, 2. najwyższą górę świata o wysokości 8611 m n.p.m., wchodząc przez Żebro Abruzzi i schodząc szlakiem Cesena. Oba szczyty zdobyła bez użycia dodatkowego tlenu.
Jest pierwszą Niemką, która zdobyła szczyt K2 i ósmą Niemką w klasyfikacji generalnej.

#### Pozostałe ośmiotysięczniki
W 2021 r. wspięła się na Mount Everest po raz drugi, tym razem od strony południowej, z użyciem tlenu powyżej 8400 m.
W 2023 r. wspięła się na Nanga Parbat, Gaszerbrum I i Gaszerbrum II bez butli z tlenem, zdobywając tym samym wszystkie pięć pakistańskich szczytów ośmiotysięcznych bez użycia tlenu.
| Lp. | Rok        | Szczyt        | Wysokość | Tlen   |
| --- | ---------- | ------------- | -------- | ------ |
| 1.  | 2017, 2021 | Mount Everest | 8848 m   |        |
| 2.  | 2019       | Broad Peak    | 8051 m   | bez O2 |
| 3.  | 2019       | K2            | 86011 m  | bez O2 |
| 4.  | 2023       | Nanga Parbat  | 8125 m   | bez O2 |
| 5.  | 2023       | Gaszerbrum II | 8034 m   | bez O2 |
| 6.  | 2023       | Gaszerbrum I  | 8080 m   | bez O2 |

### Ekspedycje polarne

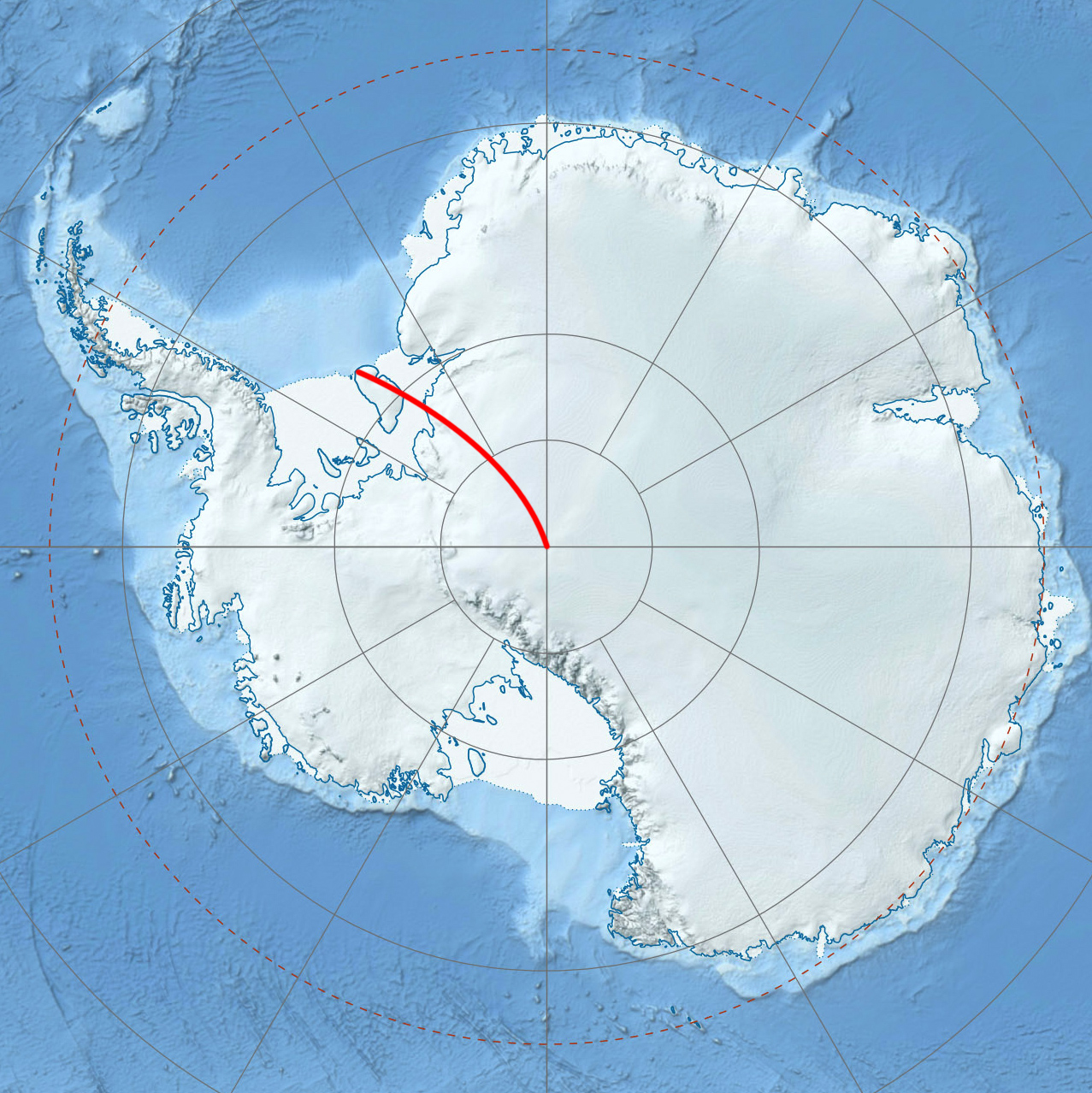
Biegun Południowy - trasa Anji Blachy

#### Wyprawa na biegun południowy
9 stycznia 2020 r. dotarła na biegun południowy po 57 dniach, 18 godzinach i 50 minutach jazdy na nartach z północnego krańca Wyspy Berknera na biegun południowy. Rozpoczęła trasę dalej na północ na Wyspie Berknera niż jakakolwiek inna ekspedycja przed nią i ustanowiła rekord najdłuższej samotnej wyprawy polarnej bez wsparcia przez jakąkolwiek kobietę w tym czasie. Oprócz tego, że jest pierwszą kobietą, która to osiągnęła, jest także najmłodszą osobą, która samotnie dotarła na nartach bez wsparcia na biegun południowy z przybrzeżnego punktu startowego.
Tylko pięć osób w historii dokonało podróży z Wyspy Berknera na biegun południowy solo, bez wsparcia i bez asysty przed nią (stan na luty 2024). Wśród nich są polarnicy Børge Ousland, Ben Saunders i Henry Worsley.
Wyprawę wsparła firma Intersport, prowadząc razem z podróżniczką kampanię pt. „Not bad for a girl – almost impossible for everyone else“ („Nieźle jak na dziewczynę – prawie niemożliwe dla wszystkich innych"), aby zainspirować i zachęcić ludzi do wychodzenia poza stereotypy.

#### Pozostałe ekspedycje polarne
- 2019 Grenlandia, przeprawa narciarska z zachodu na wschód, zespół, bez wsparcia[16]
- 2023 przeprawa narciarska przez Przełęcz Akshayuk, solo, bez wsparcia[17]
- 2023 Przejście Północno-Zachodnie na nartach przez Cambridge Bay do Gjoa Haven, zespół, bez wsparcia[18].